# ضريح الفرغل

ضريح الفرغل هو ضريح أحمد الفرغلي سلطان الصعيد يقع في مدينة أبو تيج داخل مسجد يسمى مسجد الفرغل.
ويتميز هذا المسجد باتساعه من الداخل ولهذا المسجد حرم كبير يزدحم بالمصليين يوم الجمعة ويتوافد أهالي الصعيد كل عام لزيارة هذا الضريح في مولده الذي يبدأ من 2-7 إلى 16-7 وتكون مدته 15 يوم. ولهذا المسجد من الأمام ساحة كبيرة ومصلّى خارجي ومن جهة الغرب يقع شارع الفرغل ويوجد بهذا الشارع محلات لبيع المنتجات المصرية والمستوردة ومن الشرق تقع ساحة انتظار ومدرسة وبجوارها النيل ويبعد النيل حوالي 100متر من المسجد ومن الجنوب إسعاف أبوتيج ومن الشمال شارع محمد محمود باشا سليمان وبه مدرسة محمود باشا سليمان النسيجية بنات.